# 桃井はるこの現代視覚文化研究会・略してラジオげんしけん
桃井はるこの現代視覚文化研究会・略してラジオげんしけんは、木尾士目原作のアニメ『げんしけん』の関連番組としてラジオ大阪で放送されたラジオ番組。インターネットでも再配信された。パーソナリティである桃井はるこの軽快でおたく全開なトークが特徴。

## 概要
ラジオ大阪：2004年7月4日～2004年12月26日、日曜深夜26:00～26:30（月曜2:00～2:30）、全26回、最終回は60分スペシャル
再配信：「TE-A room」、「音泉」にて地上波放送後の火曜日に配信。

## 出演者

### パーソナリティ
- 桃井はるこ

### ゲスト
- UPLIFT（第1・25回）
- 千葉紗子（第2回）
- 神田朱未（第3回）
- 堤健一郎（第4回）
- メガミマスク（第8回）
- 川澄綾子（第11・12回）
- manzo（第13・14回）
- 大山鎬則（第19・20回）
- 池端隆史（第25回）

## 構成
- 前半:トーク
- 後半:ラジオドラマ「くじびきアンバランス」

## 最終回スペシャル
1時間スペシャルと題してゲストに『げんしけん』のスタッフである池端隆史とUPLIFTが登場した。